# Tragedy (ビー・ジーズの曲)
Tragedyは、ビージーズがリリースした曲で、バリー、ロビン、モーリス・ギブが作曲し、15枚目のアルバム「Spirits Having Flown」（1979年）に収録されている。このシングルは1979年2月にRSOレコードからリリースされ、1979年2月に英国で1位を獲得し、翌月には米国のビルボードホット100でその偉業を繰り返した。1998年、イギリスのポップグループ ステップスによってカバーされ、そのバージョンはイギリスでも1位になった。2024年には、映画「ビートルジュース ビートルジュース」とその予告編で使用された。

## 起源
バリー、ロビン、モーリス・ギブは、この曲と「Too Much Heaven」を、彼らが主演していた映画「Sgt. Pepper's Lonely Hearts Club Band」の制作から休みの午後に書いた。同じ夜、彼らはアンディ・ギブが演奏した「シャドウ・ダンシング」を書いた（そしてアメリカでナンバーワンになった）。
この曲のクライマックスでの爆発的な効果音は、非常に興味深いテーマであり、1979年後半にNBCのビー・ジーズスペシャルで放送されたCriteria Studiosで撮影された映像は、バリー・ギブがスタジオのマイクの前で、それを達成しようとするためにカップを握った手を通して吹いているレコーディングセッションを記録した。
共同プロデューサーのカール・リチャードソンは、アルバムイズムの作家グラント・ウォルターズに、その生のサウンドをどのように処理して信頼性を与えたかを話した。「それは製品ジェネレーターと呼ばれるものだった。それは誰かが...ご存知のように、私たちはすべての[オーディオエンジニアリングソサエティ]のショーと同調していた新しいおもちゃだった。そして、私たちはちょうどそのサンプルを手に入れたと思う。それは箱で、2つの入力を入れると、これらすべての高調波と積が生成される。
「それで、そこに入った2つのことは、Albhy [ガルテン]、またはおそらく[キーボーティスト] Blue [織工]で、ピアノの下端のノートを複数のキーに横切って保持していた。グランドピアノでマッシュダウンできる数のキーかも。そして、バリーの声は「pbbhhhh!」になり、ダイナミックマイクに、ダイアフラムを通して空気を吹き込んで歪める。そして、発電機を通してこの2つの信号を混ぜると、出てきたものは何でもダイナマイトのように聞こえた（笑）。それは非常に技術的だった。誰もその音を持っていなかった。私はそれを事実として知っている。」
もともとサタデーナイトフィーバーではなかったが、「Tragedy」はその後、映画ミュージカルのウエストエンド版の音楽スコアに追加された。この曲は、グロリア・ゲイナーの「I Will Survive」を2週間アメリカでトップから外した後、さらに1週間再び1位に復帰した。「Tragedy」は、アルバムからリリースされた3つのシングルのうちの2番目のシングルで、曲の1位での滞在を中断した。
アメリカでは、6回連続ナンバーワンの5番目となり、ビング・クロスビー、エルヴィス・プレスリー、ビートルズと同点で、アメリカで最多連続ナンバーワンを記録した。この記録は後にホイットニー・ヒューストンが7回破った。
2024年11月1日、この曲の新しいミュージックビデオがビー・ジーズの公式YouTubeチャンネルでリリースされた。

## レセプション
アメリカの雑誌Billboardは、この曲は「Stayin' Alive」と同じような強度を持ち、複数のボーカルとインストゥルメンタルのフックと「優雅な」ハーモニーを持っていると感じました。4] Cash Boxは、「シンセサイザー、ギター、ホーン、堅実なビート、ドラマチックなボーカルの活気に満ちたアレンジ」を持っていると述べた。 レコードワールドは、それを「焼けるように暑い」と「アップテンポ」、「いくつかの古典的な進行、高いハーモニー、シンセサイザーの暗流で」と呼んだ。

## チャート
| Chart (1979)                         | Peak position |
| ------------------------------------ | ------------- |
| オーストラリア (Kent Music Report)   | 2             |
| オーストリア (Ö3 Austria Top 40)     | 2             |
| ベルギー (Ultratop 50 Flanders)      | 3             |
| Canada Top Singles (RPM)             | 1             |
| Canada Disco Singles (RPM)           | 7             |
| ヨーロッパ (Eurochart Hot 100)       | 1             |
| フィンランド (Suomen Virallinen)     | 7             |
| フランス (SNEP)                      | 1             |
| アイルランド(IRMA)                   | 1             |
| イタリア (Musica e dischi)           | 1             |
| オランダ (Dutch Top 40)              | 4             |
| オランダ (Single Top 100)            | 5             |
| ニュージーランド (Recorded Music NZ) | 1             |
| ノルウェー (VG-lista)                | 4             |
| 南アフリカ (Springbok Radio)         | 2             |
| スペイン (PROMUSICAE)                | 1             |
| スウェーデン (Sverigetopplistan)     | 6             |
| スイス (Schweizer Hitparade)         | 2             |
| UK Singles (OCC)                     | 1             |
| US Billboard Hot 100                 | 1             |
| US Adult Contemporary (Billboard)    | 19            |
| US Hot Dance Club Play (Billboard)   | 22            |
| US Hot R&B Singles (Billboard)       | 44            |
| US Cash Box Top 100                  | 1             |
| US Record World Singles              | 1             |
| 西ドイツ (GfK Entertainment charts)  | 2             |

| Chart (1979)                         | Position |
| ------------------------------------ | -------- |
| オーストラリア (Kent Music Report)   | 37       |
| オーストリア (Ö3 Austria Top 40)     | 18       |
| ベルギー (Ultratop Flanders)         | 33       |
| カナダトップシングルス (RPM)         | 12       |
| オランダ (Dutch Top 40)              | 45       |
| オランダ (Single Top 100)            | 37       |
| ニュージーランド (Recorded Music NZ) | 15       |
| 南アフリカ (Springbok Radio)         | 14       |
| UK Singles (OCC)                     | 15       |
| US Billboard Hot 100                 | 16       |
| US Cash Box Top 100                  | 19       |
| 西ドイツ(Official German Charts)     | 30       |

## 販売と認証
| 国/地域                                             | 認定     | 認定/売上数 |
| --------------------------------------------------- | -------- | ----------- |
| カナダ (Music Canada)                               | Platinum | 150,000^    |
| フランス (SNEP)                                     | Gold     | 500,000*    |
| 日本                                                |          | 100,000     |
| イギリス (BPI)                                      | Gold     | 500,000^    |
| アメリカ合衆国 (RIAA)                               | Platinum | 2,000,000^  |
| * 認定のみに基づく売上数 ^ 認定のみに基づく出荷枚数 |          |             |

## ステップスバージョン
「Tragedy」はイギリスのポップグループステップスによってカバーされ、「Heartbeat」のダブルA面としてリリースされ、1998年11月9日にJive RecordsとEbulからリリースされた。この曲は、アンドリュー・フランプトンとピート・ウォーターマンがプロデュースしたビー・ジーズ・トリビュート・アルバム：Gotta Get a Message to Youのために録音され、後にグループのセカンド・アルバム、Steptacular（1999）に収録された。「HeartBeat」/「Tragedy」はイギリスとニュージーランドでナンバーワンになった。前者の国では、UKシングルチャートで30週間過ごし、以前の3つのステップスシングルを合わせたよりも多くのコピーを販売し、英国では121万枚を売り上げた。デヴィッド・アンフレット監督の「Tragedy」のビデオには、「Tragedy」という歌詞に合わせて両手を頭の両側に平行に置くダンスステップが含まれており、これはグループの特徴的な動きになった。2023年、Official Charts Companyは、Official UK Chartで87番目に売れたシングルにランクインした。

### クリティカルな受信
スコットランドの新聞アバディーン・イブニング・エクスプレスは、ステップスがこの曲の「とてもきらびやかなリメイクをした」と述べ、「[Steptacular]をディスコタスティックなスタートを切る」と述べている。AllMusicの編集者Jon O'Brienは、それを「勝利のカバー」と表現した。AXSのルーカス・ヴィラは、クレア、フェイ、リサの「パワフルなパフォーマンス（象徴的なハンドダンスステップと相まって）が「悲劇」を紛れもないダンスフロアのアンセムにした」と書いた。デイリー・レコードのレビュアーは、「再び、ステップスはキャッチーな曲を思いつき、悲劇のリワークは、バンドのダンステクニックを模倣したクラバーをさせる」とコメントした。

### ミュージックビデオ
「Tragedy」に付随するミュージックビデオは、デビッド・アンフレットが監督した。ドラえもんの形をした目覚まし時計が鳴ることから始まり、フェイ、クレア、リサが結婚するのが見える。若者、リーとHは、ディスコに行く前に、3つの結婚式すべてを妨害。教会とディスコのシーンは、ロンドンのハロー・ウェルドにあるオールセインツ教会と隣接するブラックウェル・ホールでそれぞれ撮影された。少年たちが家を出て運転する外部ロケショットは、南ロンドンのブラックヒースで撮影された。グループの実際の家族全員がビデオに参加し、少女の実在の父親が通路を歩き、レコードプロデューサーのピート・ウォーターマンが結婚式のDJとして登場する。

### トラックリスト
- イギリス版・オーストラリア版CDシングル[52][53]

1. "Heartbeat" – 4:24
2. "Tragedy" – 4:31
3. "Heartbeat" (instrumental) – 4:24

- イギリス版カセットシングル・ヨーロッパ版CDシングル[54][55]

1. "Heartbeat" – 4:24
2. "Tragedy" – 4:31

- アメリカ版CDシングル・アメリカ版カセットシングル[56][57]

1. "Tragedy" (LP version) – 4:30
2. "Stay with Me" – 4:04

### クレジットとスタッフ
クレジットはSteptacularのライナーノートより適応。
録音
- PWLスタジオ（ロンドンとマンチェスター、イギリス）で録音
- さらに、The Workhouse StudiosとSarm East（ロンドン、イギリス）で録音された。
- PWLスタジオ（ロンドンとマンチェスター、イングランド）でミックス
- Transfermationでマスター（ロンドン、イングランド）

パーソナル
- 作詞 - バリー、ロビン、モーリス・ギブ
- プロダクション – マーク・トファム、カール・トゥイッグ、ピート・ウォーターマン
- ミキシング – ダン・フランプトン、ポール・ウォーターマン
- エンジニアリング – クリス・マクドネル
- ドラム - クリス・マクドネル
- キーボード - カール・トゥイッグ
- ギター – マーク・トファム
- ベース – マーク・トファム

### チャート
| チャート (1998–1999)                     | Peak position |
| ---------------------------------------- | ------------- |
| オーストラリア (ARIA)                    | 10            |
| ベルギー (Ultratop 50 Flanders)          | 8             |
| ベルギー (Ultratop 50 Wallonia)          | 27            |
| ヨーロッパ (Eurochart Hot 100)           | 6             |
| ギリシャ (IFPI)                          | 10            |
| アイルランド (IRMA)                      | 2             |
| オランダ (Dutch Top 40)                  | 22            |
| オランダ (Single Top 100)                | 24            |
| ニュージーランド (Recorded Music NZ)     | 1             |
| スコットランド (Official Charts Company) | 1             |
| スウェーデン (Sverigetopplistan)         | 4             |
| UK シングルス (OCC)                      | 1             |
| UK インディ (OCC)                        | 1             |

| チャート (1998)                | Position |
| ------------------------------ | -------- |
| ベルギー(Ultratop 50 Flanders) | 68       |
| UK シングルス (OCC)            | 12       |

| チャート (1999)                | Position |
| ------------------------------ | -------- |
| オーストラリア (ARIA)          | 92       |
| ヨーロッパ (Eurochart Hot 100) | 46       |
| オランダ (Dutch Top 40)        | 132      |
| ニュージーランド (RIANZ)       | 48       |
| スウェーデン (Hitlistan)       | 30       |
| UK シングルス (OCC)            | 19       |

### 認定
| 国/地域                                             | 認定        | 認定/売上数 |
| --------------------------------------------------- | ----------- | ----------- |
| ベルギー (BEA)                                      | Gold        | 25,000*     |
| ニュージーランド (RMNZ)                             | Platinum    | 10,000*     |
| スウェーデン (GLF)                                  | Gold        | 15,000^     |
| イギリス (BPI)                                      | 2× Platinum | 1,210,000   |
| アメリカ                                            |             | 98,000      |
| * 認定のみに基づく売上数 ^ 認定のみに基づく出荷枚数 |             |             |

### リリース履歴
| Region   | Version                 | Date          | Format(s)              | Label(s)  | Ref.   |
| -------- | ----------------------- | ------------- | ---------------------- | --------- | ------ |
| イギリス | "Heartbeat" / "Tragedy" | 1999年11月9日 | CD cassette            | Jive Ebul | [ 85 ] |
| アメリカ | "Tragedy"               | 2000年1月18日 | Contemporary hit radio | Jive Ebul | [ 86 ] |

## フー・ファイターズバージョン
2021年、アメリカのロックバンド、フー・ファイターズは、彼らの分身である「ディー・ジーズ」の下で、彼らのアルバム「ヘイル・サテン」のためにこの曲をカバーした。

## 参照
- List of Hot 100 number-one singles of 1979 (U.S.)
- List of million-selling singles in the United Kingdom
- List of UK Singles Chart number ones of the 1970s